# Казанский, Николай Иванович
Казанский Николай Иванович (1886—1959) — советский и российский специалист в области корабельной архитектуры, начальник III отдела Центрального конструкторского бюро по специальному судостроению (ЦКБС), занимавшегося проектированием и строительством подводных лодок в системе объединения «Союзверфь» СССР.

## Биография
Н. И. Казанский родился в семье священника. В 1906 г. поступил в Санкт-Петербургский Политехнический институт на Кораблестроительное отделение. Учась в институте получил звание подпоручика в 1915 г.
После окончания Кораблестроительного отделения Политехнического института 22 марта 1916 г. он получил звание поручика по Адмиралтейству и служил во флоте до 1917 г. В 1916—1925 гг. Николай Иванович был наблюдателем за строительством подводных лодок (начальник отдела Подводного плавания Технического управления Военно-Морских Сил (Мортехупр), служил в Красной Армии, а с 1925 до 1930 г. — в Союзверфи.
С 18 января 1931 г. по 19 апреля 1931 г. — начальник III отдела Центрального конструкторского бюро по специальному судостроению (ЦКБС), занимавшегося проектированием и строительством подводных лодок.
С 1930—1934 гг. и с 1936—1938 гг. декан кораблестроительного факультета, заместитель директора Ленинградского кораблестроительного института (ЛКИ). Николай Иванович был первым деканом кораблестроительного факультета ЛКИ, заместителем директора института, профессором кафедры «Конструкции корпуса судов». Его кандидатура на звание профессора была поддержана П. Ф. Папковичем и С. И. Дружининым. В 1938 г. Н. И. Казанский уволился из ЛКИ «по собственному желанию», так как стал жертвой абсурдного доноса студента ЛКИ, обвинившего заслуженного профессора «в неправильном с политической точки зрения определении понятия о тентах». В качестве главного доказательства студент привёл фразу Н. И. Казанского, произнесённую на лекции: «Тент - это приспособление, убирающееся по мере надобности при перевозке паломников, негров и т. д.». Процитировав профессора, политически бдительный студент завершил изложение коротким вопросом: «Каково?».